# Mount Pratt
Mount Pratt ist der nördlichste Nunatak der Grosvenor Mountains. Er befindet sich direkt östlich des Entstehungsgebiets des Mill-Stream-Gletschers und etwas mehr als 27 km nördlich des Block Peak. 
Entdeckt wurde er den US-amerikanischen Polarforscher Richard Evelyn Byrd während des Fluges zum Südpol am 29. November 1929 im Rahmen seiner ersten Antarktisexpedition (1928–1930). Benannt ist er nach Thomas B. Pratt, einem Sponsor und Unterstützer der Expedition.